# Batuhan Akay
Batuhan Akay (* 3. März 1995) ist ein ehemaliger türkischer Eishockeyspieler, der einen Großteil seiner Karriere beim Zeytinburnu Belediyesi SK in der türkischen Superliga verbrachte. 

## Karriere
Batuhan Akay begann seine Karriere als Eishockeyspieler beim Kocaeli Büyükşehir Belediyesi Kağıt SK, für den er in der Saison 2010/11 sein Debüt in der Türkischen Superliga gab. 2013 wechselte er zum Zweitligisten İzmit Sirintepe. Nach nur einem Jahr zog er weiter zum İzmir Büyükşehir Belediyesi SK und kehrte damit in die Superliga zurück. Nach einem Jahr an der Ägäisküste wechselte er zum Zeytinburnu Belediyesi SK. Mit seinem neuen Team wurde er 2016, 2017, 2018 und 2019 türkischer Meister. Nach sechs Jahren beim Istanbuler Stadtteilverein, schloss er sich 2021 dem Lokalrivalen Istanbul Büyükşehir Belediyesi SK an, bei dem er 2022 seine Karriere beendete.

### International
Für die Türkei nahm Akay im Juniorenbereich in der Division III an der U18-Weltmeisterschaft 2011 sowie den U20-Weltmeisterschaften 2013, 2014 und 2015, als er als bester Spieler seiner Mannschaft ausgezeichnet wurde, teil.
Mit der Herren-Nationalmannschaft spielte er bei den Weltmeisterschaften der Division II 2017 und der Division III 2022. Zudem stand er bei der Vorqualifikation für die Olympischen Winterspiele in Peking 2022 für das Team vom Bosporus auf dem Eis.

## Erfolge und Auszeichnungen
- 2016 Türkischer Meister mit dem Zeytinburnu Belediyesi SK
- 2017 Türkischer Meister mit dem Zeytinburnu Belediyesi SK
- 2018 Türkischer Meister mit dem Zeytinburnu Belediyesi SK
- 2019 Türkischer Meister mit dem Zeytinburnu Belediyesi SK
- 2022 Aufstieg in die Division II, Gruppe B, bei der Weltmeisterschaft der Division III, Gruppe A